# 235 Каролина
235 Каролина (енгл. 235 Carolina) је астероид главног астероидног појаса. Приближан пречник астероида је 57,58 km,
а средња удаљеност астероида од Сунца износи 2,885 астрономских јединица (АЈ).
Инклинација (нагиб) орбите у односу на раван еклиптике је 9,019 степени, а орбитални период износи 1790,238 дана (4,901 године). Ексцентрицитет орбите астероида износи 0,061.
Апсолутна магнитуда астероида износи 8,82 а геометријски албедо 0,158.
Астероид је откривен 28. новембра 1883. године.